# Aconitum geniculatum
Aconitum geniculatum är en ranunkelväxtart som beskrevs av Fletcher och Lauener. Aconitum geniculatum ingår i släktet stormhattar, och familjen ranunkelväxter.

## Underarter
Arten delas in i följande underarter:
- A. g. humilius
- A. g. longicalcaratum
- A. g. unguiculatum